# Baltimore Ravens 2000
La stagione 2000 dei Baltimore Ravens è stata la 5ª della franchigia nella National Football League. La squadra terminò la stagione regolare con un record di 12–4, al secondo posto nella AFC Central, entrando nei playoff come wild card. Lì i Ravens vinsero tre partite (inclusa quella coi Tennessee Titans numero 1 del tabellone), qualificandosi per il Super Bowl XXXV, dove batterono i New York Giants, 34–7.
La difesa dei Ravens nel 2000 è considerata una delle migliori di tutti i tempi. ESPN nel 2007 l'ha classificata la terza di tutti i tempi. Baltimore concesse solamente 970 yard su corsa (60,6  partita) in tutta l'annata, un record NFL in una stagione a 16 partite,. Concesse solamente 5 touchdown su corsa in tutta la stagione, a una media di 2,7 yard per corsa da parte degli avversari. I 165 punti subiti furono un altro record NFL per un campionato a 16 gare. Inoltre, i Ravens recuperarono 26 fumble quella stagione, il doppio della seconda squadra in quella classifica.

## Scelte nel Draft 2000
| Giro | Scelta | Giocatore       | Ruolo            | College              |
| ---- | ------ | --------------- | ---------------- | -------------------- |
| 1    | 5      | Jamal Lewis     | Running back     | Tennessee            |
| 1    | 10     | Travis Taylor   | Wide Receiver    | Florida              |
| 3    | 75     | Chris Redman    | Quarterback      | Louisville           |
| 5    | 148    | Richard Mercier | Offensive guard  | Miami (FL)           |
| 6    | 186    | Adalius Thomas  | Linebacker       | Southern Mississippi |
| 6    | 191    | Cedric Woodard  | Defensive tackle | Texas                |

## Calendario

### Stagione regolare

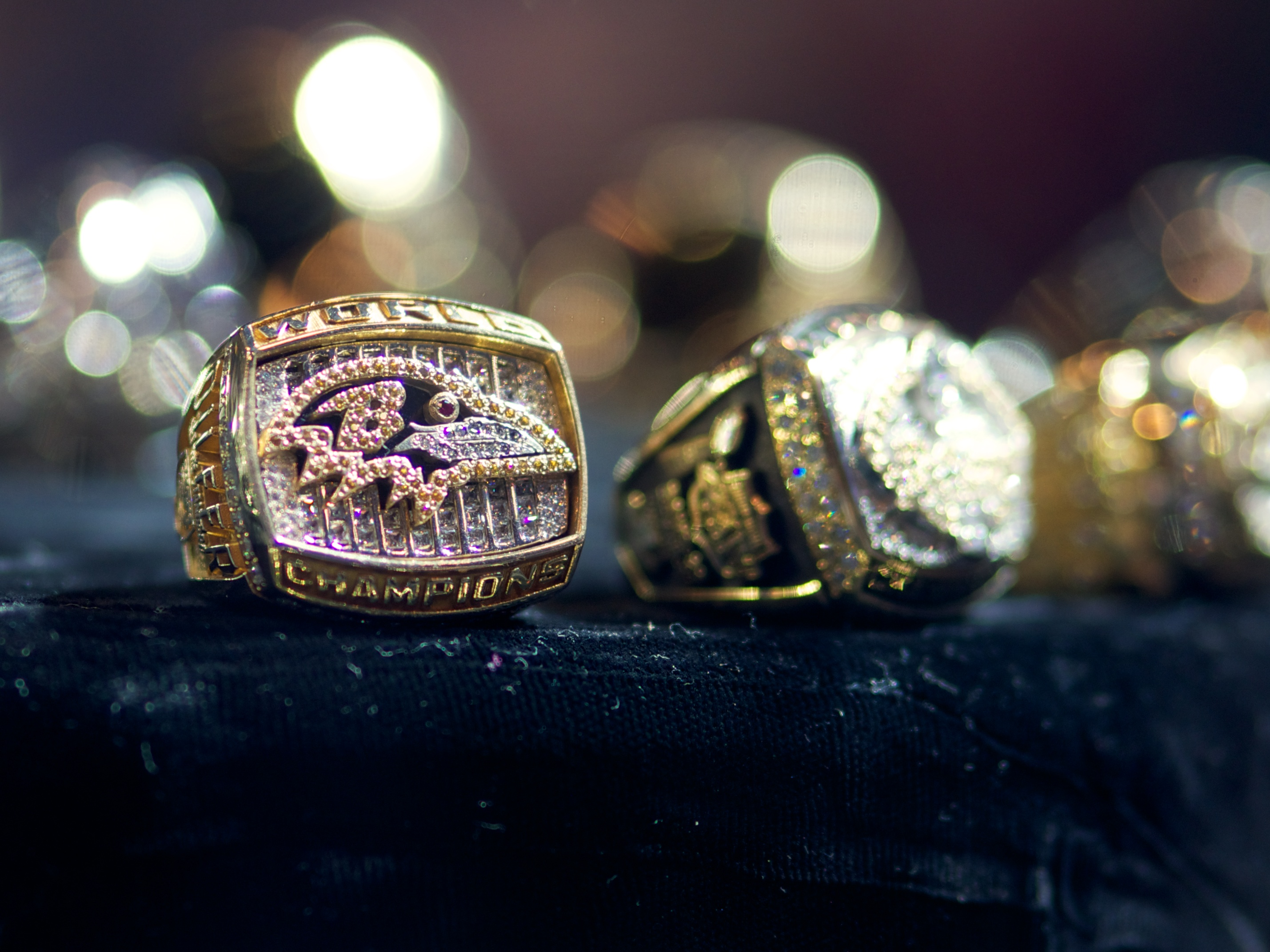
Gli anelli della vittoria del Super Bowl XXXV.

| Turno | Data               | Avversario           | Risultato          | Record             | Stadio                   | Sintesi            |             |
| ----- | ------------------ | -------------------- | ------------------ | ------------------ | ------------------------ | ------------------ | ----------- |
| 1     | 3/9/2000           | Pittsburgh Steelers  | V 16–0             | 1–0–0              | Three Rivers Stadium     | [ 5 ]              | CBS 1:00pm  |
| 2     | 10/9/2000          | Jacksonville Jaguars | V 39–36            | 2–0–0              | PSINet Stadium           | [ 6 ]              | fox 2:00pm  |
| 3     | 17/9/2000          | Miami Dolphins       | S 6–19             | 2–1–0              | Pro Player Stadium       | [ 7 ]              | ESPN 8:30pm |
| 4     | 24/9/2000          | Cincinnati Bengals   | V 37–0             | 3–1–0              | PSINet Stadium           | [ 8 ]              | CBS 1:00pm  |
| 5     | 1/10/2000          | Cleveland Browns     | V 12–0             | 4–1–0              | Cleveland Browns Stadium | [ 9 ]              | CBS 1:00pm  |
| 6     | 8//2000            | Jacksonville Jaguars | V 15–10            | 5–1–0              | ALLTEL Stadium           | [ 10 ]             | ESPN 8:30pm |
| 7     | 15/10/2000         | Washington Redskins  | S 3–10             | 5–2–0              | FedExField               | [ 11 ]             | CBS 1:00pm  |
| 8     | 22/10/2000         | Tennessee Titans     | S 6–14             | 5–3–0              | PSINet Stadium           | [ 12 ]             | CBS 1:00pm  |
| 9     | 29/10/2000         | Pittsburgh Steelers  | S 6–9              | 5–4–0              | PSINet Stadium           | [ 13 ]             | CBS 1:00pm  |
| 10    | 5/11/2000          | Cincinnati Bengals   | V 27–7             | 6–4–0              | Paul Brown Stadium       | [ 14 ]             | CBS 1:00pm  |
| 11    | 12/11/2000         | Tennessee Titans     | V 24–23            | 7–4–0              | Adelphia Coliseum        | [ 15 ]             | CBS 1:00pm  |
| 12    | 19/11/2000         | Dallas Cowboys       | V 27–0             | 8–4–0              | PSINet Stadium           | [ 16 ]             | FOX 4:15pm  |
| 13    | 26/11/2000         | Cleveland Browns     | V 44–7             | 9–4–0              | PSINet Stadium           | [ 17 ]             | CBS 1:00pm  |
| 14    | Settimana di pausa | Settimana di pausa   | Settimana di pausa | Settimana di pausa | Settimana di pausa       | Settimana di pausa |             |
| 15    | 10/12/2000         | San Diego Chargers   | V 24–3             | 10–4–0             | PSINet Stadium           | [ 18 ]             | CBS 1:00pm  |
| 16    | 17/12/2000         | Arizona Cardinals    | V 13–7             | 11–4–0             | Sun Devil Stadium        | [ 19 ]             | CBS 4:15pm  |
| 17    | 24/12/2000         | New York Jets        | V 34–20            | 12–4–0             | PSINet Stadium           | [ 20 ]             | CBS 1:00pm  |

### Playoff
| Turno            | Data       | Avversario          | Risultato | Stadio                      | Sintesi                                              | TV          |
| ---------------- | ---------- | ------------------- | --------- | --------------------------- | ---------------------------------------------------- | ----------- |
| Wild Card        | 31/12/2000 | Denver Broncos      | V 21–3    | PSINet Stadium              | [ 21 ]                                               | CBS 12:30pm |
| Divisional       | 7/1/2001   | at Tennessee Titans | V 24–10   | Adelphia Coliseum           | [ 22 ]                                               | CBS 12:30pm |
| AFC Championship | 14/1/2001  | at Oakland Raiders  | V 16–3    | Network Associates Coliseum | Archiviato il 27 settembre 2007 in Internet Archive. | CBS 4:00pm  |
| Super Bowl XXXV  | 28/1/2001  | New York Giants     | V 34–7    | Raymond James Stadium       | [ 23 ]                                               | CBS 6:30pm  |

## Premi
- Ray Lewis:

MVP del Super Bowl